# Oegoconia deluccai
Oegoconia deluccai is een vlinder uit de familie dominomotten (Autostichidae). De wetenschappelijke naam is voor het eerst geldig gepubliceerd in 1952 door Amsel.
Deze vlinder komt voor in Europa.